# Fejervarya pulla
Fejervarya pulla es una especie de anfibios de la familia Dicroglossidae.

## Distribución geográfica
Es endémica de Malasia Peninsular. 

## Estado de conservación
Se encuentra amenazada de extinción por la pérdida de su hábitat natural.